# Куровицы (Гатчинский район)
Ку́ровицы — деревня в Гатчинском муниципальном округе Ленинградской области.

## История
Впервые упоминается в Писцовой книге Водской пятины 1500 года как село Куровичи в Никольском Суйдовском погосте Копорского уезда.
Затем как пустошь Kurouitzi Ödhe в Суйдовском погосте в шведских «Писцовых книгах Ижорской земли» 1618—1623 годов.
На карте Ингерманландии А. И. Бергенгейма, составленной по материалам 1676 года, она обозначена как деревня Kurowits.
На шведской «Генеральной карте провинции Ингерманландии» 1704 года — как село Kurowitshof.

КУРОВИЦЫ — деревня Роштон, инспектрисы благородных девиц, число жителей по ревизии: 176 м. п., 193 ж. п. (1838 год)

Согласно карте Санкт-Петербургской губернии Ф. Ф. Шуберта в 1844 году деревня Куровицы насчитывала 60 крестьянских дворов.

КУРОВИЦЫ — деревня князя Витгенштейна, по просёлочной дороге, число дворов — 60, число душ — 194 м. п. (1856 год)

Согласно «Топографической карте частей Санкт-Петербургской и Выборгской губерний» в 1860 году деревня Куровицы состояла из 85 дворов.

КУРОВИЦЫ — деревня владельческая при колодце, число дворов — 69, число жителей: 201 м. п., 250 ж. п.; Часовня православная. (1862 год)

В 1871—1877 годах временнообязанные крестьяне деревни выкупили свои земельные наделы у А. Я. Афонасьева и стали собственниками земли.
В 1879 году деревня Куровицы состояла из 60 крестьянских дворов.

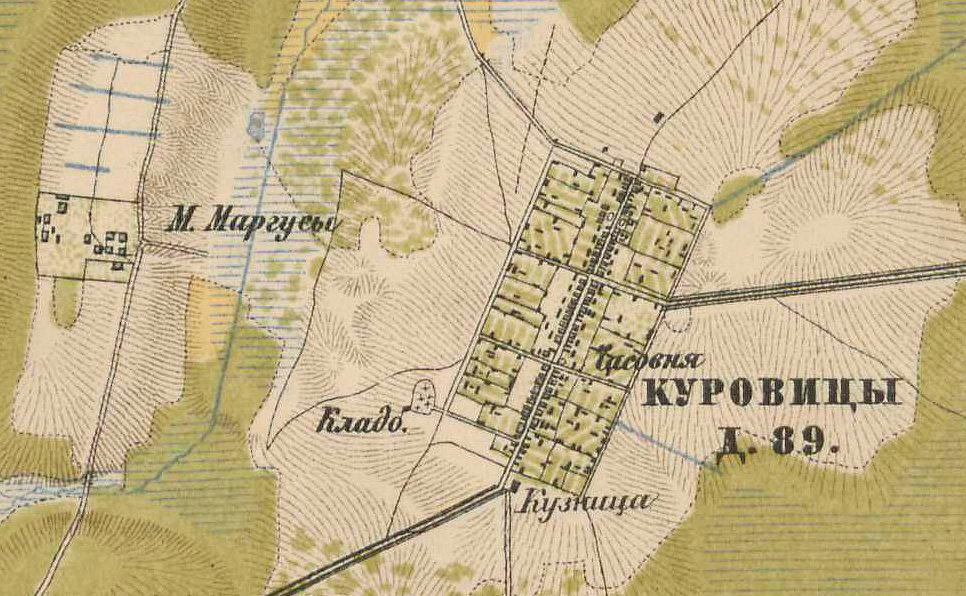
План деревни Куровицы. 1885 год

В 1885 году, согласно карте окрестностей Петербурга, деревня насчитывала 89 дворов. В деревне находились часовня и кузница, западнее деревни располагалась мыза Маргусы. Сборник же Центрального статистического комитета описывал её так:

КУРОВИЦЫ — деревня бывшая владельческая, дворов — 90, жителей — 487; часовня, школа, 2 лавки. (1885 год).

Согласно материалам по статистике народного хозяйства Царскосельского уезда 1888 года имение при селении Куровицы площадью 12 десятин принадлежало купцу И. В. Ананьеву, имение было приобретено в 1871 году за 1038 рублей.
Согласно данным первой переписи населения Российской империи:

КУРОВИЦЫ — деревня, православных — 470, староверов — 102, мужчин — 254, женщин — 325, обоего пола — 579. (1897 год)

В конце XIX — начале XX века деревня административно относилась к Рождественской волости 2-го стана Царскосельского уезда Санкт-Петербургской губернии.
По данным «Памятной книжки Санкт-Петербургской губернии» за 1905 год земля при деревне Куровицы принадлежала некой Антонине Ивановне Беловой.

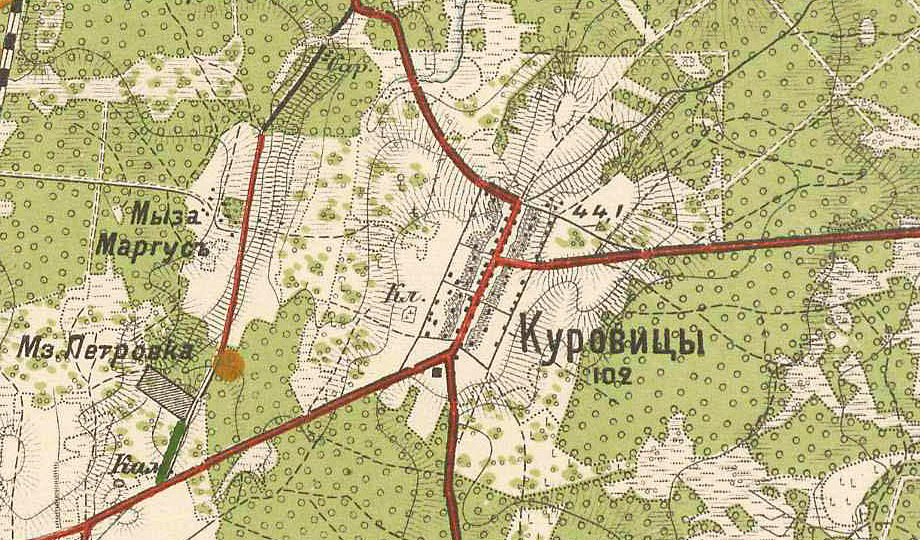
План деревни Куровицы. 1913 год

К 1913 году количество дворов увеличилось до 102, к западу от деревни располагались мызы Маргусы и Петровка.
Согласно данным переписи населения СССР 1926 года в деревне Куровицы Старосиверского сельсовета Рождественской волости Троцкого уезда проживали 663 человека, все русские. В 1928 году население деревни также составляло 663 человека.

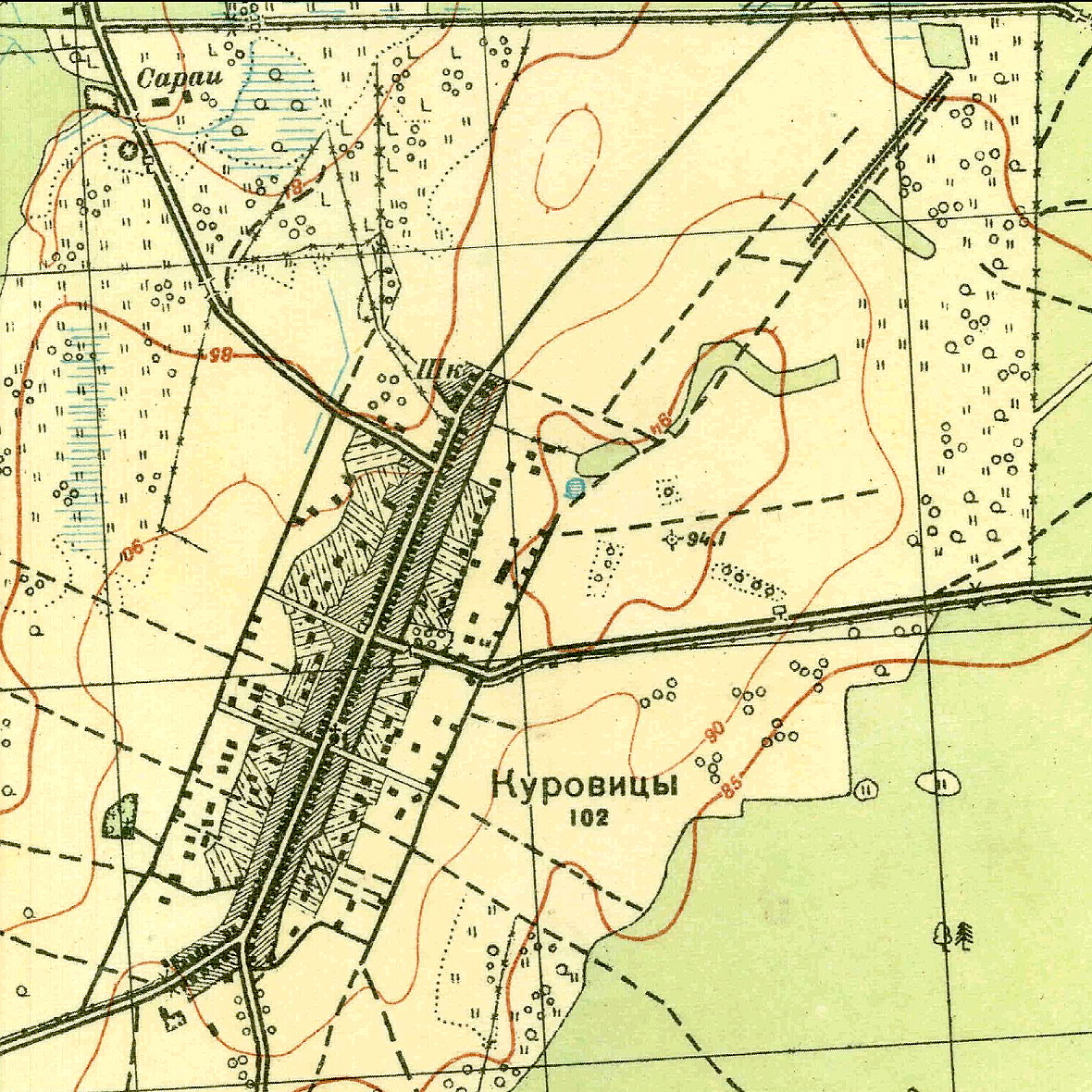
План деревни Куровицы. 1931 год

Согласно топографической карте РККА 1931 года деревня Куровицы насчитывала 102 двора, на её северной окраине находилась школа, а в центре деревни — часовня.
По данным 1933 года деревня Куровицы входила в состав Сиверского сельсовета Красногвардейского района.
Деревня была освобождена от немецко-фашистских оккупантов 29 января 1944 года.
В 1958 году население деревни составляло 385 человек.
По данным 1966, 1973 и 1990 годов деревня Куровицы входила в состав Сиверского сельсовета Гатчинского района.
В 1997 году в деревне проживали 849 человек, в 2002 году — 719 человек (русские — 90 %), в 2007 году — 731.

## География
Деревня расположена в юго-западной части района на автодороге 41А-003 (Кемполово — Выра — Шапки) в месте примыкания к ней автодороги 41К-100 (Гатчина — Куровицы).
Расстояние до административного центра поселения, посёлка городского типа Сиверский — 7 км.
Расстояние до ближайшей железнодорожной станции Сиверская — 6 км.

## Демография
| 1862 | 1897 | 2007 | 2010 | 2017 |
| ---- | ---- | ---- | ---- | ---- |
| 451  | ↗579 | ↗731 | ↗790 | ↗942 |

### Национальный состав
Согласно данным Всероссийской переписи населения 2021 года в деревне проживали 643 человека, из них:
 русские — 603, таджики — 7, узбеки — 5, азербайджанцы — 3, армяне — 2, белорусы — 2, татары — 2, латыши — 1, другие национальности — 3 человека, остальные национальность не указали.

## Транспорт
Автобусы:
- № 151 станция Сиверская — Гатчина, въезд
- № 151Д Дружная Горка — Гатчина, въезд
- № 503 станция Сиверская — Вырица
- № 534 Гатчина, Варшавский вокзал — Вырица

## Достопримечательности
- Часовня Казанской иконы Божией Матери
- Кладбище с расположенной на нём часовней святого Николая (остались только стены, купол почти разрушен, интерьер не сохранился, икон нет)
- За кладбищем — памятный знак на месте падения 2 апреля 1981 года загоревшегося истребителя-бомбардировщика Су-17 (аэродром Сиверский); пилот — майор В. П. Нестеров ценой своей жизни предотвратил падение самолёта на деревню Куровицы[36].

## Улицы
Весенняя, Вырицкий проспект, Летняя, Майская, Огородная, Светлая, Сосновый переулок.